# 메이와
메이와(일본어: 明和, めいわ)는 일본의 연호(元号) 중 하나이다.
- 전후 : 호레키(宝暦) 이후 - 안에이(安永) 이전.
- 시기 : 1764년 ~ 1771년
- 천황 : 고사쿠라마치 천황, 고모모조노 천황
- 쇼군 : 에도 막부의 도쿠가와 이에하루

## 개원(改元)
- 호레키 14년 6월 2일(1764년 6월 30일), 고사쿠라마치 천황의 즉위에 맞춰 개원.
- 메이와 9년 11월 16일(1772년 12월 10일), 안에이로 개원된다.

당초 개원 예정일은 1월 28일이었지만, 조선 통신사의 일본 방문기간중 개원은 사무상의 문제와 더불어 체면의 문제도 있었기 때문에, 4개월 연기되었다.

## 출전
메이와(明和)는 《상서》 〈요전〉의 百姓昭明協和萬邦(백성이 밝고 똑똑해져 만방을 화평하게 하다.)에서 따온 글자이다. 이것은 쇼와(昭和)의 경우와 동일하다.

## 메이와 시기에 일어난 일
- 원년
  - 12월 : 당시 주요 가도중 하나였던 나카센도를 따라 덴마 소동이 발발.
- 2년
  - 9월 : 고몬메긴 발행.
- 5년
  - 거의 유통되지 않던 고몬메긴이 통용 정지되다.
- 8년
  - 여름 : 야마시로노쿠니 우지를 중심으로 오카게마이리(お蔭参り, 에도 시대에 벌어진 이세 신궁으로의 집단적 참배 운동)가 대유행하다.
- 9년
  - 2월 : 메이와 대화재(메구로 교닌자카의 대화재). 에도 3대 화재중 하나이다. 이 해에는 재해가 끊이지 않고 일어나, "메이와 9년은 폐가 되는 해"라고 불리었다. ("메이와 9년"과 "폐가 되는 해"는 발음이 같다. 언어유희.)

### 죽음
- 4년
  - 다케노우치 시키부
  - 야마가타 다이니
- 6년
  - 아오키 곤요

## 서력과의 대조표
| 메이와 | 원년   | 2년    | 3년    | 4년    | 5년    | 6년    | 7년    | 8년    | 9년    |
| ------ | ------ | ------ | ------ | ------ | ------ | ------ | ------ | ------ | ------ |
| 서력   | 1764년 | 1765년 | 1766년 | 1767년 | 1768년 | 1769년 | 1770년 | 1771년 | 1772년 |
| 간지   | 갑신   | 을유   | 병술   | 정해   | 무자   | 기축   | 경인   | 신묘   | 임진   |

## 같이 보기
- 일본의 연호 일람